# هايبرد إير فيكلز
هايبرد إير فيكلز هي شركة بريطانية تقوم بتصنيع مركبات هوائية هجينة، قامت حتى الآن ببناء نموذج أولى لطراز هايبرد إير فيكلز إيرلاندر 10 ومن المخطط دخوله الخدمة في عام 2025.